# Weißköpfchen
Das Weißköpfchen (Mohoua albicilla) ist ein kleiner, in Neuseeland endemischer Sperlingsvogel.

## Beschreibung

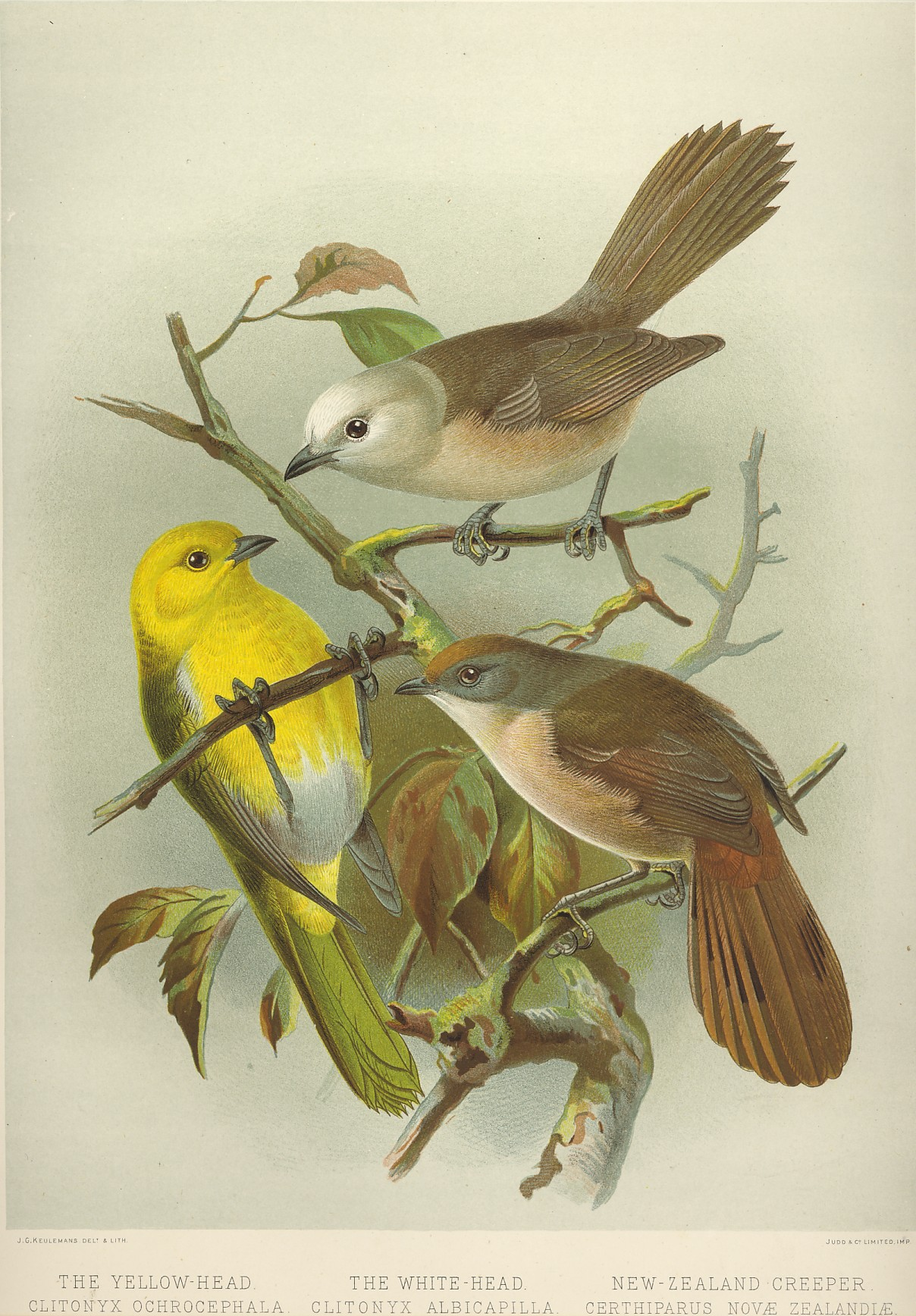
Vergleichsdarstellung von Weißköpfchen (oben), Gelbköpfchen und Mohua

Weißköpfchen haben eine Länge von 15 cm. Die Männchen haben ein Gewicht von 18,5 g, die Weibchen 14,5 g.
Die Rumpfoberseite, Schwingen und Schwanz des Männchens sind hellbraun, Kopf und Unterseite sind weiß, der Kopf nahezu reinweiß – daher der Name. Weibchen und die Jungvögel haben eine ähnliche Färbung, aber Nacken und Kopfoberseite sind braun getönt. Schnabel und Augen sind schwarz, auch die Füße und die langen Beine sind dunkel gefärbt.

## Verbreitung und Lebensraum
Die Art ist ein Endemit der Nordinsel Neuseelands und mehrerer vorgelagerter Inseln. Unter diesen Inseln sind Te Hauturu-o-Toi / Little Barrier Island, wo es der häufigste Waldvogel ist, Great Barrier Island und Kapiti Island.
Die früher auf der Nordinsel weit verbreitete Art erlebte in den letzten zwei Jahrhunderten einen deutlichen Rückgang und ist heute auf einen kleinen Teil des ursprünglichen Verbreitungsgebietes beschränkt. Sie wurde im Rahmen einer Kampagne zur Erhaltung der Art in Reservaten nahe Auckland und Wellington wieder angesiedelt. Gründe für den Rückgang liegen besonders in menschlichen Einflüssen.
Weißköpfchen leben in den wenigen größeren Flächen von altem Buschwerk und heimischem Wald, die auf der Nordinsel verblieben sind, haben aber auch ihre Anpassungsfähigkeit bewiesen, indem sie besonders auf dem Volcanic Plateau Populationen in Neuseeland nicht heimischen Kiefernwäldern bilden.

## Lebensweise
Weißköpfchen bewegen sich schnell durch die Baumkronen, sind aber eher zurückhaltende Flieger. Bei Bedrohung bilden sich oft kleine Schwärme aus mehreren Familiengruppen.

### Ernährung
Das Weißköpfchen ernährt sich hauptsächlich von auf Bäumen lebenden Kleintieren. Dazu gehören Spinnen, Schmetterlinge, Raupen und Käfer, die von Baumstümpfen, Blättern und Zweigen in den Baumkronen und darunter gesammelt werden. Nur selten ist die Art auf dem Waldboden anzutreffen. Sie ergänzen ihre Insektenkost mit Früchten von heimischen Pflanzen wie Mahoe und Matipo. Wie die Gelbköpfchen hängen sie beim Fressen oft kopfüber von Zweigen. Weißköpfchen bilden oft mit anderen Arten wie Tieke, Kākāriki und Graumantelbrillenvogel gemischte Schwärme, um die von diesen Vögeln aufgestöberten Insekten zu fangen.

### Fortpflanzung
Weißköpfchen bauen ein schalenförmiges Nest in 1 bis 15 m Höhe über dem Boden in Baumkronen oder tiefer gelegenen kleineren Bäumen und Sträuchern. Zwei bis vier Eier werden etwa 18 Tage bebrütet. Die Jungen werden von beiden Eltern gefüttert und sind nach 16–19 Tagen flügge. Im November und Dezember tritt der Langschwanzkoel (Eudynamys taitensis) oft als Brutparasit auf, indem er die Eier aus dem Nest wirft und ein einzelnes Ei in das Nest legt.

## Systematik
Das Weißköpfchen bildet zusammen mit dem Gelbköpfchen (M. ochrocephala) und dem Braunköpfchen (M. novaeseelandiae) die in Neuseeland endemische Singvogelgattung Mohoua. Seit 2013 wird die Gattung in die neue monotypische Familie Mohouidae gestellt. Die Verbreitung des Weißköpfchens und des Gelbköpfchens sind allopatrisch, wobei umstritten ist, ob das Gelbköpfchen tatsächlich nur auf die Südinsel beschränkt ist.

## Etymologie und Forschungsgeschichte
René Primevère Lesson beschrieb das Weißköpfchen als „Moineau a tête blanche“ und verlieh ihm den wissenschaftlichen Namen Fringilla albicilla. Das Typusexemplar stammte von der Bay of Islands in Neuseeland.
Der Begriff »Mohoua« (auch Mohua, Mohuahua oder Momohua) bedeutet in der Sprache der Māori »Gelbkopf«, da der Gattungsname ursprünglich für das Gelbköpfchen eingeführt wurde. Das Artepitheton »albicilla« setzt sich aus den lateinischen Worten »albus« für »weiß« und »capillus« für »Kopfhaar« zusammen.